# لجنة الحفاظ على معالم مدينة نيويورك

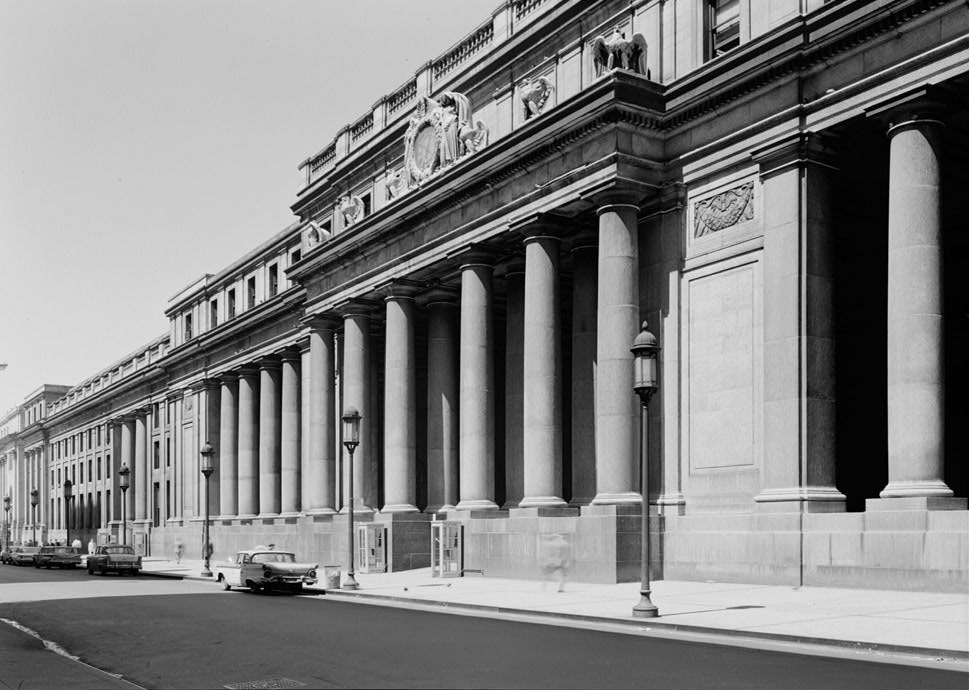
كان حدث هدم محطة بنسلفانيا لحظة مهمة في حركة الحفاظ على المنشآت التاريخية ، مما أدى إلى إنشاء اللجنة

لجنة الحفاظ على معالم مدينة نيويورك ( LPC ) هي وكالة مدينة نيويورك المكلفة بإدارة قانون الحفاظ على المعالم التاريخية للمدينة، والتي تم إنشاؤها في أبريل 1965 من قبل العمدة روبرت ف. فاغنر جونيور  بعد حادثة هدم محطة بنسلفانيا في العام الذي سبقه من اجل إفساح المجال لبناء حديقة ميدان ماديسون الحالية.
و تعتبر اللجنة مسؤولة عن حماية المباني والمواقع ذات الأهمية المعمارية والتاريخية والثقافية لمدينة نيويورك من خلال منحها مكانة تاريخية أو تاريخية، ووضع القواعد التنظيمية الخاصة بتلك المباني بمجرد تعيينها، فهي تعتبر أكبر وكالة حفاظ بلدية في البلاد.
تتكون لجنة الحفاظ على المعالم من 11 مفوضًا، وهي مطالبة بموجب القانون بتضمين ما لا يقل عن ثلاثة مهندسين معماريين ومؤرخ ومخطط مدين أو مهندس مناظر طبيعية وسمسار عقارات ووواحد من السكان المقيمين على الأقل في كل من الأحياء الخمسة لمدينة نيويورك.
ووفقًا لقانون الحفاظ على المعالم، يجب أن يكون عمر المبنى على الاقل ثلاثين عامًا قبل أن تعلنه اللجنة كمعلم بارز. ويسمح قانون المدينة أيضًا بإلغاء قرار اللجنة إذا تم تقديم استئناف في غضون 90 يومًا من الأعلان.

## التاريخ

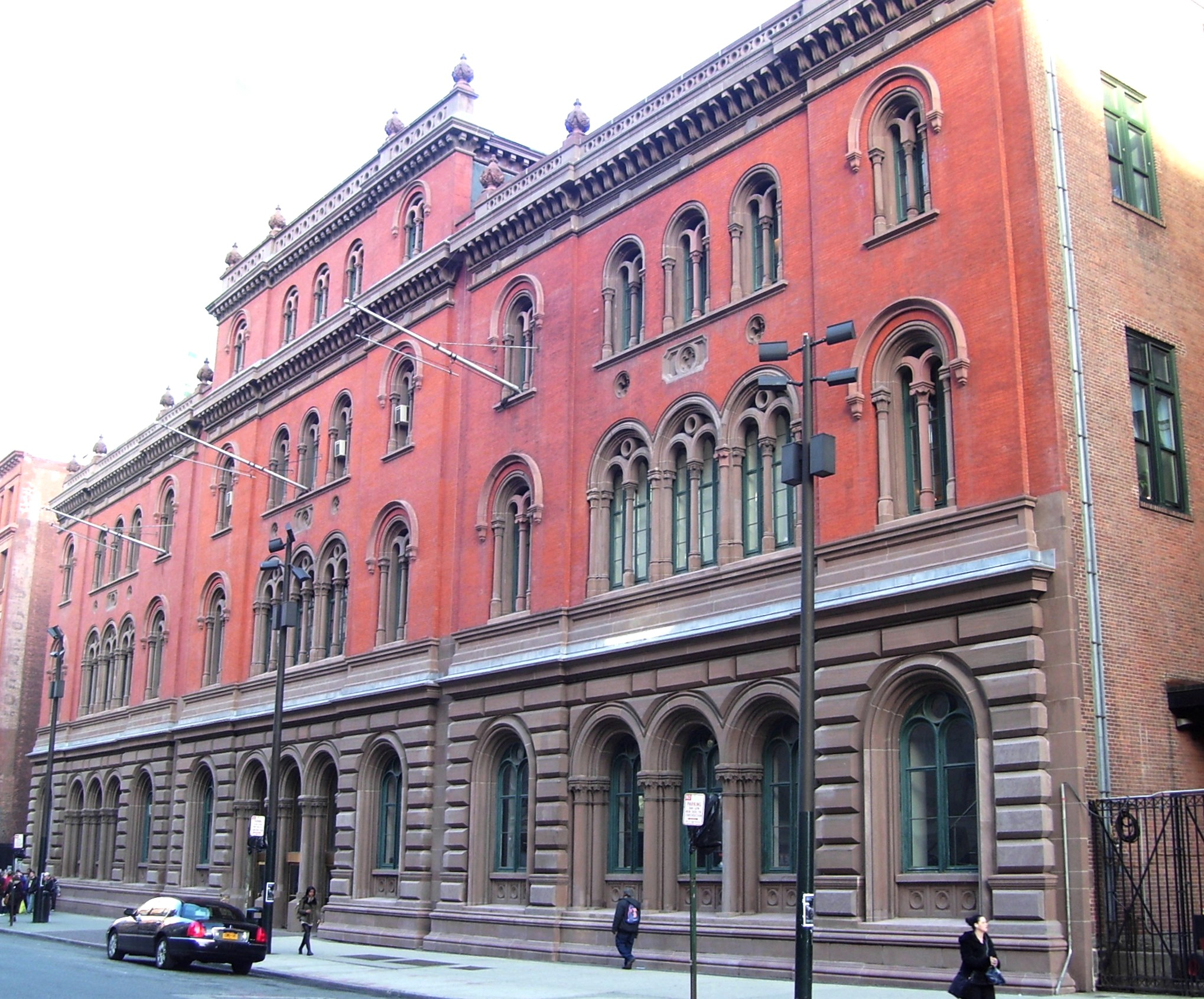
كانت مكتبة أستور موضوع أول جلسة استماع علنية للجنة في عام 1965

تم إنشاء اللجنة في عام 1965 من خلال التشريعات الرائدة الموقعة من قبل العمدة روبرت ف. فاغنر استجابةً للخسائر المتزايدة للمباني ذات الأهمية التاريخية في مدينة نيويورك، وكانت خسارة محطة بنسيلفانيا هي الأكثر شهرة.
عقدت أول جلسة علنية للجنة الحفاظ على المعالم في سبتمبر عام 1965 حول مستقبل مكتبة أستور في شارع لافاييت في مانهاتن، وتم تعيين المبنى كمعلم في مدينة نيويورك .
بعد ذلك تم إعادة استخدام المبنى على أنه مسرح عام .
بعد خمسة وعشرين عامًا، استشهد ديفيد دينكنز باللجنة على أنها حافظت على الهوية البلدية لمدينة نيويورك وعززت شكل عدد من الأحياء.
يُعتقد أن هذا النجاح يرجع جزئيًا إلى القبول العام من قبل مطوري المدينة للجنة الحفاظ على معالم المدينة .
يقع المقر الرئيسي للجنة في مبنى التأمين المشترك من عام 1967 إلى عام 1980 ،  وفيما بعد في المبنى القديم للبريد المسائي في نيويورك من 1980 إلى 1987.
وفي عام 1985 أنشأ العمدة كوخ لجنة لمراجعة تشكيل الجنة الحفاظ على المعالم ومراجعة عملياتها 
وفي عام 1989 تم اتخاذ قرار لتغيير العمليات التي يتم بموجبها إعلان المباني كمعالم بارزة  بسبب بعض المشكلات الملحوظة مع الطريقة التي كانت تعمل بها اللجنة  وكذلك إدراك أن الخوف من تدمير المنشآت والذي كان يخشى حدوثه عند تشكيل اللجنة في السابق لم يعد يحدث.
في أول 25 عامًا من وجودها، حددت اللجنة 856 مبنى و 79 مساحات داخلية و 9 حدائق خارجية أو أماكن خارجية أخرى كمعالم، في حين أعلنت 52 حيًا تضم أكثر من 15000 مبنى كمناطق تاريخية .
اعتبارًا من 30 مايو 2017    يوجد في مدينة نيويورك أكثر من 36000 عقارًا رئيسيًا، ويقع معظمها في 141 منطقة تاريخية في جميع الأحياء الخمسة. يشتمل إجمالي عدد المواقع المحمية على 1,398 من المعالم الفردية و 119 من المعالم الداخلية و 10 من المعالم السياحية ذات المناظر الخلابة. بعض هذه المواقع هي أيضًا معالم المعالم التاريخية الوطنية (NHL) ، والعديد منها عبارة عن أماكن تاريخية مسجلة (NRHP).

## روابط خارجية
- الموقع الرسمي
- هيئة الحفاظ على المعالم في قواعد مدينة نيويورك
- مجموعة الحفاظ على معالم مدينة نيويورك